# Microcharops similis
Microcharops similis là một loài tò vò trong họ Ichneumonidae.